# Lithophyllum
Lithophyllum, rod crvenih algi iz porodice Lithophyllaceae, dio potporodice Lithophylloideae. Sastoji se od oko 130 vrsta
Rod je opisan 1837. godine.

## Vrste
1. Lithophyllum acanthinum Foslie
2. Lithophyllum accedens Foslie
3. Lithophyllum acrocamptum Heydrich
4. Lithophyllum aequum Foslie
5. Lithophyllum affine (Foslie) Foslie
6. Lithophyllum almanense Me.Lemoine
7. Lithophyllum alternans Me.Lemoine
8. Lithophyllum amplostratum W.R.Taylor
9. Lithophyllum anguineum Conti
10. Lithophyllum aninae Foslie
11. Lithophyllum atlanticum Vieira-Pinto, M.C.Oliveira & P.A.Horta
12. Lithophyllum azorum Me.Lemoine
13. Lithophyllum bahrijense Bosence
14. Lithophyllum bamleri (Heydrich) Heydrich
15. Lithophyllum bathyporum Athanasiadis & D.L.Ballantine
16. Lithophyllum belgicum Foslie
17. Lithophyllum bipartitum Me.Lemoine
18. Lithophyllum brachiatum (Heydrich) Me.Lemoine
19. Lithophyllum byssoides (Lamarck) Foslie
20. Lithophyllum californiense Heydrich
21. Lithophyllum canariense Foslie
22. Lithophyllum canescens (Foslie) Foslie
23. Lithophyllum carpophylli (Heydrich) Heydrich
24. Lithophyllum chamberlainianum Woelkerling & S.J.Campbell
25. Lithophyllum coibense Me.Lemoine
26. Lithophyllum complexum Me.Lemoine
27. Lithophyllum corallinae (P.Crouan & H.Crouan) Heydrich
28. Lithophyllum crassum Rosanoff
29. Lithophyllum crouaniorum Foslie
30. Lithophyllum cuneatum Keats
31. Lithophyllum cystoseirae (Hauck) Heydrich
32. Lithophyllum decussatum (J.Ellis & Solander) Philippi
33. Lithophyllum dentatum (Kützing) Foslie
34. Lithophyllum depressum Villas-Boas, Figueiredo & Riosmena-Rodriguez
35. Lithophyllum detrusum Foslie
36. Lithophyllum dispar (Foslie) Foslie
37. Lithophyllum divaricatum Me.Lemoine
38. Lithophyllum dublancqui Me.Lemoine
39. Lithophyllum elegans (Foslie) Foslie
40. Lithophyllum esperi (Me.Lemoine) South & Tittley
41. Lithophyllum fernandezianum Me.Lemoine
42. Lithophyllum fetum Foslie
43. Lithophyllum flavescens Keats
44. Lithophyllum fuegianum Heydrich
45. Lithophyllum fulangasum J.H.Johnson & B.J.Ferris
46. Lithophyllum ganeopsis W.H.Adey, R.A.Townsend & Boykins
47. Lithophyllum geometricum Me.Lemoine
48. Lithophyllum giraudyi Me.Lemoine
49. Lithophyllum gracile Foslie
50. Lithophyllum grumosum (Foslie) Foslie
51. Lithophyllum hancockii E.Y.Dawson
52. Lithophyllum hermaphroditum (Heydrich) Woelkerling
53. Lithophyllum hibernicum Foslie
54. Lithophyllum imitans Foslie
55. Lithophyllum impressum Foslie
56. Lithophyllum incrustans Philippi - tip
57. Lithophyllum insipidum W.H.Adey, R.A.Townsend & Boykins
58. Lithophyllum intermedium Foslie
59. Lithophyllum ippolitoi P.Fravega, M.Piazza & G.Vannucci
60. Lithophyllum irregulare W.Ishijima
61. Lithophyllum irvineanum Woelkerling & S.J.Campbell
62. Lithophyllum johansenii Woelkerling & S.J.Campbell
63. Lithophyllum kaiseri (Heydrich) Heydrich
64. Lithophyllum kenjikonishii Woelkerling, Y.Iryu & D.Bassi
65. Lithophyllum kotschyanum Unger
66. Lithophyllum kuroshioense A.Kato & M.Baba
67. Lithophyllum laeve Kützing
68. Lithophyllum leptothalloideum Pilger
69. Lithophyllum lithophylloides Heydrich
70. Lithophyllum lividum Me.Lemoine
71. Lithophyllum lobatum Me.Lemoine
72. Lithophyllum longense Hernández-Kantún, P.W.Gabrielson & R.A.Townsend
73. Lithophyllum margaritae (Hariot) Heydrich
74. Lithophyllum marlothii (Heydrich) Heydrich
75. Lithophyllum megacrustum J.H.Johnson & B.J.Ferris
76. Lithophyllum mgarrense Bosence
77. Lithophyllum neoatalayense Masaki
78. Lithophyllum neocongestum J.J.Hernandez-Kantun, W.H.Adey & P.W.Gabrielson
79. Lithophyllum nitorum W.H.Adey & P.J.Adey
80. Lithophyllum okamurae Foslie
81. Lithophyllum orbiculatum (Foslie) Foslie
82. Lithophyllum pallescens (Foslie) Foslie
83. Lithophyllum papillosum (Zanardini ex Hauck) Foslie
84. Lithophyllum paradoxum Foslie
85. Lithophyllum perulatum (Gümbel) Foslie
86. Lithophyllum pinguiense Heydrich
87. Lithophyllum platyphyllum (Foslie) Foslie
88. Lithophyllum polycephalum Foslie
89. Lithophyllum prelichenoides Me.Lemoine
90. Lithophyllum premoluccense Me.Lemoine
91. Lithophyllum preprototypum Me.Lemoine
92. Lithophyllum proboscideum (Foslie) Foslie
93. Lithophyllum prototypum (Foslie) Foslie
94. Lithophyllum pseudoplatyphyllum J.J.Hernandez-Kantun, W.H.Adey & P.W.Gabrielson
95. Lithophyllum punctatum Foslie
96. Lithophyllum pygmaeum (Heydrich) Heydrich
97. Lithophyllum racemus (Lamarck) Foslie
98. Lithophyllum reesei E.Y.Dawson
99. Lithophyllum rileyi Me.Lemoine
100. Lithophyllum riosmenae A.S.Harvey & Woelkerling
101. Lithophyllum rugosum (Foslie) Me.Lemoine
102. Lithophyllum sancti-georgei Me.Lemoine
103. Lithophyllum searlesii P.W.Gabrielson, Freshwater, J.L.Richards & Hughey
104. Lithophyllum shioense Foslie
105. Lithophyllum sierra-blancae M.Howe
106. Lithophyllum sigi Me.Lemoine
107. Lithophyllum simile Foslie
108. Lithophyllum skottsbergii Me.Lemoine
109. Lithophyllum socotraense D.Basso, Caragnano, L.Le Gall & Rodondi
110. Lithophyllum stictiforme (J.E. Areschoug) Hauck
111. Lithophyllum subantarcticum (Foslie) Foslie
112. Lithophyllum subplicatum (Foslie) Basso, Caragnano, Le Gall & Rodondi
113. Lithophyllum subreduncum Foslie
114. Lithophyllum subtenellum (Foslie) Foslie
115. Lithophyllum subtile (Foslie) A.Kato & M.Baba
116. Lithophyllum tasmanicum (Foslie) Foslie
117. Lithophyllum tedeschii P.Fravega, M.Piazza & G.Vannucci
118. Lithophyllum tenuicrustum J.H.Johnson & B.J.Ferris
119. Lithophyllum thikombian J.H.Johnson & B.J.Ferris
120. Lithophyllum trinidadense Me.Lemoine
121. Lithophyllum tuberculatum Foslie
122. Lithophyllum tumidulum Foslie
123. Lithophyllum uvaria (Michelin) Me.Lemoine
124. Lithophyllum veleroae E.Y.Dawson
125. Lithophyllum vickersiae Me.Lemoine
126. Lithophyllum viennotii Me.Lemoine
127. Lithophyllum woelkerlingii Alongi, Cormaci & G.Furnari
128. Lithophyllum yemenense D.Basso, Caragnano, L.Le Gall & Rodondi
129. Lithophyllum yessoense Foslie